# Copa Campeón de Campeones de Guatemala 1952
La Copa Campeón de Campeones de 1952 fue la primera edición de este trofeo. Enfrentó a los clubes CSD Municipal contra CSD Comunicaciones, con victoria de los rojos por 2 a 1.

## Equipos participantes
| Municipal      |  | Campeón de la Liga Nacional (1952) |
| Comunicaciones |  | Campeón del Torneo de Copa (1952)  |

## El partido
| 6 de abril de 1952 | Municipal                           | 2:1 | Comunicaciones   | Estadio de la Revolución, Ciudad de Guatemala |  |
|                    | Guillermo Marroquín · Rubén Aqueche |     | Augusto Espinoza |                                               |  |

## Campeón
|                             |
| Campeón Municipal 1º título |